# Salvatore Cacciola
Salvatore Alberto Cacciola (Milão, 7 de janeiro de 1944) é um banqueiro ítalo-brasileiro, proprietário do falido Banco Marka, que foi condenado em primeira instância no Brasil por crimes contra o sistema financeiro, juntamente com  diretores e funcionários do Banco Central do Brasil, após seu banco ter sido socorrido em 1999, então governo de FHC, por ocasião da flutuação cambial. Segundo a colunista Helena Sthephanowitz: " O caso é um dos mais emblemáticos escândalos do governo FHC (PSDB) e custou aos brasileiros R$ 1,5 bilhão à época. Era 1998, e o presidente concorria à reeleição. A moeda brasileira estava sobrevalorizada, mas FHC não a desvalorizava, alegando que a medida desestabilizaria a economia e a população poderia perder a confiança no governo. Houve fuga de capitais, e o país foi pedir socorro ao FMI, alegando crise internacional" . Cacciola responde a diversos processos criminais, todos ainda sem sentença definitiva. Após ter ficado foragido na Itália por quase seis anos, país que negou o pedido de extradição do governo brasileiro, Cacciola foi extraditado ao Brasil pelo Principado de Mônaco em julho de 2008 e recolhido ao presídio Bangu 8, no Rio de Janeiro, em regime de prisão preventiva, onde ficou preso por cerca de três anos. Em agosto de 2011 foi beneficiado pela revogação da prisão preventiva e passou a responder aos processos em liberdade. Em 16 de abril de 2012, a juíza Roberta Barrouin Carvalho de Sousa, da Vara de Execuções Penais (VEP) do Rio de Janeiro-Comarca da Capital, decidiu conceder um indulto com base no artigo 1º, inciso III do Decreto 7648/2011, expedido em 21 de dezembro de 2011 pela então Presidente da República Dilma Roussef. Considerando o disposto no inciso II do artigo 107 do Código Penal, o apenado teve a sua punibilidade extinta em decorrência dessa decisão, que não mais admite qualquer recurso.

## Biografia

### Infância
Cacciola nasceu na Itália durante a Segunda Guerra Mundial. Seus pais estavam morando nos arredores de Milão para escapar dos perigos e dos horrores daqueles tempos.
Por causa da guerra os registros de nascimento só eram feitos em alguns municípios e a prefeitura de Milão estava fechada. Então, o pequeno Salvatore foi registrado em Tradate, província de Varese, daí constar esta cidade como local de nascimento, e não Milão, em seus documentos.
Seu pai, o siciliano Luigi Cacciola, era sócio de uma pequena firma que fazia pintura especial em carrocerias de ônibus e de caminhões. Com as dificuldades da guerra e do imediato pós-guerra, a firma faliu no final de 1952 e Luigi decidiu emigrar para o Brasil. De início, veio sozinho, mas logo mandou trazer o restante da família.

### Início no mercado financeiro
O jovem Salvatore iniciou-se nos segredos das operações financeiras na corretora carioca Marcelo Leite Barbosa. No fim da década de 60, trabalhava na corretora uma legião de jovens e ambiciosos operadores de pregão que mais tarde galgaria espaço no noticiário econômico e nas colunas sociais. Vieram daqueles tempos, além de Cacciola, Artur Osório Marques e Fábio Nahoun, que mais tarde também se envolveriam em escândalos financeiros, bem como o banqueiro e empresário de sucesso Jorge Paulo Lemann e o banqueiro e político Ronaldo Cezar Coelho.
A Marcelo Leite Barbosa perdeu sua importância, mas os jovens operadores das décadas de 60 e 70 continuaram na estrada. Formado no faroeste do mercado de ações daquela época, que só terminou com a quebra da Bolsa em 1971, Cacciola fez jus à imagem de investidor esperto e audacioso.
Cacciola já tinha uma corretora própria quando o cruzeiro foi desvalorizado em 1973, em pleno regime militar, numa situação muito parecida com a do escândalo em que se envolveria décadas depois. Daquela vez, no entanto, o corretor deu o lance certo. Possivelmente porque já dispusesse de informação privilegiada, Cacciola soube se defender com títulos cambiais e ganhou muito dinheiro
Na década de 90, já era dono do Banco Marka e de empresas no exterior: uma no Uruguai, outra nas Bahamas e uma terceira na Ilha da Madeira, Portugal. Já se suspeitava na época que Cacciola usava essas empresas para a remessa e importação ilegal de divisas e outras operações de lavagem de dinheiro, fato que mais tarde foi comprovado.
Em outubro de 1993, passou quatro dias em poder de sequestradores, num cativeiro improvisado em São Gonçalo, região metropolitana do Rio de Janeiro. Cacciola conseguiu fugir dos seus algozes. Desde então, passa a circular pelo Rio apenas de helicóptero, um Bell 407 Textron verde musgo de prefixo PT-HMK.

### Escândalo do Banco Marka
No governo do presidente Fernando Henrique Cardoso, no dia 13 de janeiro de 1999, o governo federal encerrou a política cambial de manter o real valorizado ante o dólar. O banco Marka ficou insolvente com a desvalorização cambial de 1999. Assim como outra instituição financeira, o FonteCidam, o banco apostou na estabilidade do real, enquanto as demais instituições financeiras se prepararam para a alta do dólar.
O Marka tinha vinte vezes seu patrimônio líquido comprometido em contratos de venda no mercado futuro de dólar. Com a desvalorização, Cacciola ficou sem poder honrar os compromissos e pediu ajuda ao BC, tentando usar de sua influência junto a seu consultor Luiz Augusto Bragança, investidor que era amigo de infância do então presidente do Banco Central, Francisco Lopes.
Com base no princípio de prudência de que era necessário evitar que a quebra dos bancos elevasse o nervosismo no mercado em um momento de bastante estresse, a diretoria do BC realizou operações de venda de contratos de dólares futuros ao Banco Marka, ao preço de 1,275 real por dólar, e ao Banco FonteCidam, ao preço de 1,322 real por dólar. O preço da operação com o Banco Marka foi definido pela área técnica do Banco Central com o objetivo de limitar o prejuízo do banco a um montante exatamente igual ao necessário para zerar seu patrimônio líquido, ou seja, ao máximo que poderia suportar sem quebrar. Como contrapartida o Banco Marka se comprometeu a encerrar definitivamente a sua atuação no mercado financeiro, exigência esta que não foi feita em relação ao Banco FonteCidam. As operações foram realizadas a preços superiores à cotação do dia na BM&F, que foi de R$ 1,25 por dólar. No caso do Banco FonteCidam foi até mesmo utilizado preço ligeiramente superior ao teto da banda de negociação que o Banco Central estabelecera para o mercado de transações à vista com dólares (que é um mercado diferente do mercado de contratos de dólares futuros da BM&F, podendo ocorrer divergências entre as cotações dos dois mercados). Consequentemente as operações não representaram qualquer prejuízo para o Banco Central num primeiro momento.
Se a cotação do mercado futuro de dólares evoluísse rapidamente em direção à cotação do mercado de dólares à vista, de 1,32 real por dólar, o que era possível mas não inevitável se o regime da banda cambial tivesse sido mantido, a posição de contratos de venda de dólares futuros adquiridas pelo Banco Central com a operação com o Banco Marka teria produzido um custo da ordem de 56 milhões de reais, enquanto que a operação com o Banco FonteCidam não teria representado qualquer custo, pois já fora realizada com cotação superior ao teto da banda. Em virtude, porém, da introdução da livre flutuação cambial, que ocorreu já em 18 de janeiro de 1999, e da elevação posterior da cotação do dólar, que a rigor não se podia prever com certeza no momento em que as operações foram feitas, elas terminaram produzindo um custo muito maior para o Banco Central, estimado de 1,5 bilhão de reais. Isto, porém, não significou que os dois bancos ou seus controladores “embolsaram” este montante de dinheiro: os maiores beneficiários foram os detentores de contratos de compra de dólares futuros na BM&F e indiretamente a própria BM&F, que evitou um sério risco de perda de confiança.
O Banco Central tem como missão institucional a guarda  da moeda nacional e do sistema financeiro nacional. Sua atuação deve ser pautada levando em conta os objetivos maiores da estabilidade econômica e financeira e da preservação da poupança nacional. A Autoridade Monetária não pode ser uma instituição que visa à maximização de lucros ou que deixe de atuar efetivamente devido à necessidade de eliminar qualquer risco de prejuízo em suas operações. Por outro lado, a boa gestão de um banco central exige que se evitem atuações em operações com risco potencial. É por isso que as intervenções nos mercados cambiais e de derivativos devem normalmente ser limitadas. Em momentos, porém, de grave risco para a estabilidade da economia, essas atuações podem se tornar inevitáveis, gerando custos operacionais que são apenas o resultado de atuações do Banco Central no sentido de garantir a estabilidade do sistema financeiro.
Um outro exemplo desse tipo de custo operacional ocorreu no ano de 2002. A partir de março daquele ano, o Banco Central do Brasil passou a assumir posições vendedoras em contratos de swap cambial na BM&F (que são essencialmente equivalentes a contratos de venda de dólar futuro). Vivia-se um momento delicado para a economia brasileira devido à eleição presidencial de outubro de 2002. As pesquisas de intenção de votos sugeriam a possibilidade real de vitória do candidato do PT, possibilidade esta que era vista por muitos operadores dos mercados financeiros como séria ameaça à estabilidade econômica e financeira do país.  Devido à evolução posterior do mercado cambial, a cotação do dólar subiu de R$ 2,34 em março de 2002 para R$ 3,62 em dezembro do mesmo ano (uma alta de 56%), e aquelas operações de swap produziram um custo de R$ 14,189 bilhões (isto é, quatorze bilhões e 189 milhões de reais), cerca de nove vezes superior ao custo das operações com os bancos Marka e FonteCidam. Em seu balanço anual o Banco Central do Brasil registrou um prejuízo total para o ano de 2002 de R$ 17,193 bilhões (isto é, dezessete bilhões e 193 milhões de reais
A rigor, o elevado custo das operações com os bancos Marka e FonteCidam tem quer ser avaliado levando em conta o ganho compensatório no valor em reais da reservas de dólares que estavam no Banco Central e que poderiam ter sido perdidas caso as operações não tivessem sido realizadas. Nesse caso, como consequência de uma grave crise de confiança na BM&F, teria ocorrido uma corrida dos detentores de contratos de compra de dólares futuros ao mercado de dólares à vista para garantir a segurança (hedge) de suas posições através da compra de dólares diretamente das reservas do Banco Central. Para a diretoria do BC as operações com os bancos Marka e FonteCidam se justificavam como legítimo exercício de sua competência discricionária, pois eliminavam o risco de um movimento de ataque como esse sobre as reservas cambiais do país num momento de grande insegurança, o que poderia ter acarretado em custo maior para o Governo. Além disso as operações reduziam o risco de pressão adicional de alta sobre a cotação do dólar, o que significaria custo ainda maior para o Governo caso ocorresse a flutuação cambial. Esta decisão foi bastante questionada e gerou a abertura de uma Comissão Parlamentar de Inquérito (CPI).
Nas mais de nove horas de depoimento à CPI dos Bancos, Cacciola manteve a calma diante das inquirições dos senadores e um sorriso irônico, principalmente ao responder a perguntas que revelavam despreparo de alguns parlamentares para questionar as operações do mercado financeiro. Os senadores concordavam que ele estava sabendo aproveitar seu grande momento. A constatação de governistas e oposicionistas foi que o depoimento deixou o governo numa situação muito ruim.
Mas nas ruas a reação popular não foi nada simpática. Quando caminhava no centro do Rio de Janeiro Cacciola foi reconhecido por populares que passaram a gritar: "Pega ladrão, pega ladrão". Com a pressão popular, Cacciola, assim como Gonçalves , tiveram decisões desfavoráveis da CPI dos Bancos.  A CPI recomendou, ainda, ao Tribunal de Contas da União que tomasse medidas para que os diretores do BC devolvessem os 1,5 bilhão de reais que o governo gastou na operação de socorro aos bancos.
Em junho de 2000, Cacciola, tratava de perder alguns quilos no caríssimo spa Kur, no Rio Grande do Sul, enquanto planejava novos negócios (construção civil e importação de produtos de alta tecnologia) quando foi preso pela Polícia Federal. Transferido para o Rio de Janeiro, tornou-se o primeiro banqueiro do país a dormir na cadeia. Libertado após 37 dias, beneficiado por habeas corpus, concedido pelo ministro do Supremo Tribunal Federal Marco Aurélio de Mello, viajou para a Itália onde passou a viver, sendo então considerado foragido pela Justiça brasileira.

### Livro, morte da filha e condenação
Em 2001, lança o livro  Eu, Salvatore Cacciola, Confesso: o Escândalo do Banco Marka. Neste livro Cacciola não apresenta uma confissão, apesar do seu título. O livro apresenta a  versão sobre o escândalo Marka. Dedica-se mais a fazer acusações contra Fernando Henrique Cardoso, policiais, juízes, senadores, procuradores e economistas e jornalistas. No livro diz-se injustamente perseguido. Mostraria como funciona a venda de sentenças, intermediada por advogados de renome, na justiça do estado do Rio de Janeiro.
Em maio de 2004, Cacciola vive uma tragédia pessoal. Sua filha Milene, 28 anos, foi encontrada morta na região da Pedra Bonita, em São Conrado, zona sul do Rio. O corpo não apresentava marcas de agressões e a polícia concluiu que se tratava de suicídio.
Em abril de 2005, a Justiça Federal do Rio de Janeiro condenou Cacciola a treze anos de prisão por cumplicidade em peculato (oito anos) e gestão fraudulenta de instituição financeira (cinco anos). Por estar foragido, a Justiça nega a ele o direito de apelar em liberdade. No mesmo processo foram condenados a penas variadas o presidente e os diretores do Banco Central envolvidos na operação (Francisco Lopes, Demóstenes Madureira do Pinho Neto e Claudio Mauch), Tereza Grossi que exercia interinamente a chefia do Departamento de Fiscalização do Banco Central e Luiz Augusto Bragança (todos por peculato) além dos banqueiros Roberto Steinfeld (já falecido) e Luis Antonio Gonçalves (por cumplicidade em peculato, e por gestão temerária de instituição financeira ), mas todos com o direito de apelar em liberdade. A revisão dessas sentenças em segunda instância foi iniciada pelo Tribunal Federal da 2a Região ao final de 2008. As condenações da primeira instância foram confirmadas, exceto no caso de Luiz Antonio Gonçalves, que foi inocentado da imputação de gestor temerário por decisão unânime do Tribunal Federal de Recurso.  Além disso,  todas as penas foram reduzidas, menos para  Cacciola que viu confirmada sua pena de treze anos. As decisões condenatórias ainda dependem, porém, de recursos aos tribunais superiores.
Em 2006, a segunda mulher de Cacciola, a miss Brasil de 1981 e miss Brasil Mundo de 1984, Adriana Alves de Oliveira volta para o Brasil após dez anos de casamento.
Em setembro de 2007, Cacciola saiu da Itália, onde tem cidadania e, por isso, não podia ser extraditado para o Brasil, e foi para Mônaco. O objetivo dele era passar um final de semana com a nova namorada, a gaúcha Mirela. Foi preso por agentes da Interpol atendendo a alerta de difusão vermelho emitido pela Polícia Federal brasileira.
O Brasil, então, inicia um processo de extradição do ex-banqueiro. O parecer de primeira instância da Justiça monegasca foi favorável à extradição. O príncipe Alberto II de Mônaco autorizou a extradição em julho de 2008. Os advogados de Cacciola já haviam então solicitado adiamento de execução de sentença enquanto tramita recurso interposto junto ao Tribunal de Apelações e ao Tribunal da União Europeia. Nesta segunda instância, a alegação era a de que os estabelecimentos prisionais brasileiros impõem condições desumanas aos detentos. Os direitos humanos são um dos pilares da União Europeia e um parecer favorável daquela corte a Cacciola foi, durante algum tempo, o maior risco de malogro do processo de extradição.
Finalmente, em 17 de julho de 2008, derrubados os impedimentos, Salvatore Cacciola desembarcou no Brasil e foi encaminhado à carceragem da Polícia Federal, sem ser algemado - o que deu origem à Súmula Cacciola-Dantas - alegando inocência.
Em 25 de agosto de 2011, após cerca de três anos preso, foi beneficiado por liberdade condicional, passando a responder aos processos em liberdade.